# Gurutz Linazasoro Cristobal
Gurutz Linazasoro Cristobal (Zumárraga 1959) es un médico neurólogo e investigador español  fundador en el año 2015 de  VIVEbiotech,  una compañía biotecnológica de San Sebastián dedicada a la producción de vectores virales para ensayos clínicos en terapia génica para enfermedades raras y cáncer.
Es representante de grupos clínicos en la Plataforma Española de Nanotecnología y es miembro de la comisión científica de la Federación Española de Parkinson, y la Asociación de Lucha Contra la Distonía en España.
En el año 2023 el Ayuntamiento de San Sebastián le otorgó la Medalla al Mérito Ciudadano.

## Biografía
Se licenció en medicina en el año 1982 por la Universidad del País Vasco tras lo que realizó la especialidad de neurología vía m.i.r.
Dentro del campo de la neurología, centró su interés en la enfermedad de Parkinson y a las enfermedades neurodegenerativas.
La investigación ha centrado gran parte de su actividad lo que le llevó a fundar la compañía VIVEtech en el año 2015.
Es el  director del programa de terapias avanzadas para el Alzheimer y Parkinson del Grupo Quirón Salud-Policlínica Guipúzcoa.
Ha publicado más de 150 artículos en revistas científicas nacionales e internacionales, y ha impartido más de 300 conferencias. Además, es el autor de seis libros de aspectos médicos de la Enfermedad de Parkinson y 4 libros más de divulgación científica: “No te comas el coco”, “Ciencia Diaria”, “Cerebro y Fútbol” y “Salsa para tu coco”.
Ha sido premiado tres veces con el Premio Parkinson al mejor proyecto de investigación, junto con el premio al mejor trabajo de educación de la Sociedad Española de Neurología (2008), y el premio de investigación científica en Parkinson (2009). 
Su labor emprendedora  fue reconocida con la entrega del premio Korta por  el Lehendakari Iñigo Urkullu en el año 2021.